# La notte dei pensieri/E intanto vivo
La notte dei pensieri/E intanto vivo è un singolo del cantante italiano Michele Zarrillo, pubblicato nel 1987.

## Descrizione
Michele Zarrillo partecipò al Festival di Sanremo del 1987 con La notte dei pensieri, aggiudicandosi la vittoria nella sezione Nuove Proposte. Negli anni il brano diventa uno dei più noti della carriera del cantautore.

## Tracce
1. La notte dei pensieri – 4:50
2. E intanto vivo – 4:50

Durata totale: 9:40